# Африканский дымчатый коршун
Африканский дымчатый коршун (лат. Chelictinia riocourii) — вид хищных птиц из семейства ястребиных (Accipitridae). Является единственным видом в роде Chelictinia. Распространены в тропических областях северной части Африки.

## Описание
Небольшой коршун со стройным телом, относительно слабым клювом, широкой головой, длинными заостренными крыльями, необычайно длинным и глубоко раздвоенным хвостом. Длина крыла 22,5—25,4 см. Верхняя часть тела взрослых особей бледно-серого цвета, нижняя часть — белая. Лоб белый, вокруг глаз чёрное пятно; глаза красные. Молодые особи с более тёмной спиной и рыжеватыми краями перьев; нижняя часть тела кремового цвета.

## Биология

### Питание
Африканский дымчатый коршун питается в основном сцинками и другими ящерицами, а также мелкими змеями, грызунами и членистоногими. Обычно охотится в полёте или пикируя с высоты на добычу, иногда преследует насекомых. Когда появляются термиты или роится саранча, могут собираться стаи дымчатых коршунов.

### Размножение
Африканский дымчатый коршун в сезон размножения образует колонии, численностью до 20 пар, хотя наблюдалось размножение и отдельных пар. Сезон размножения приходится в основном на май — август, но также отмечен с декабря по февраль в Сенегале и с марта по июнь или август в Кении. Небольшое гнездо из палок строится на акации или колючем кустарнике на высоте 2—8 м от земли. Гнездо часто располагается рядом с гнездами крупных хищных птиц, таких как птица-секретарь или бурый змееяд, а иногда и вблизи населенных пунктов.

## Распространение
Этот вид обитает в засушливой саванне региона Сахель, встречаясь главным образом в полосе между 8° и 15° северной широты, которая простирается от Сенегала на западе до Судана на востоке. Есть также популяции, размножающиеся в Эфиопии и Кении.